# Den sjette Sans
Den sjette Sans er en dansk stumfilm fra 1917, der er instrueret af Axel Breidahl.

## Handling
Denne artikel mangler et handlingsreferat. Hjælp os med at skrive det.

## Medvirkende
- Carl Alstrup - Felix Trolle, skuespiller
- Ragnhild Sannom - Komtesse Vibeke
- Emilius Lindgreen - Baron von Stern
- Mary Hennings - Grevinde Lützen, Vibekes mor
- Victor Neumann - Malakias Hansen, spiritist og medium
- Olga Svendsen